# Wickerhamiella lipophila
Wickerhamiella lipophila är en svampart som beskrevs av Lachance, J.M. Bowles, Carm. Muell. & Starmer 1999. Wickerhamiella lipophila ingår i släktet Wickerhamiella och familjen Trichomonascaceae.   Inga underarter finns listade i Catalogue of Life.